# Президентские выборы в Южной Корее (1948)

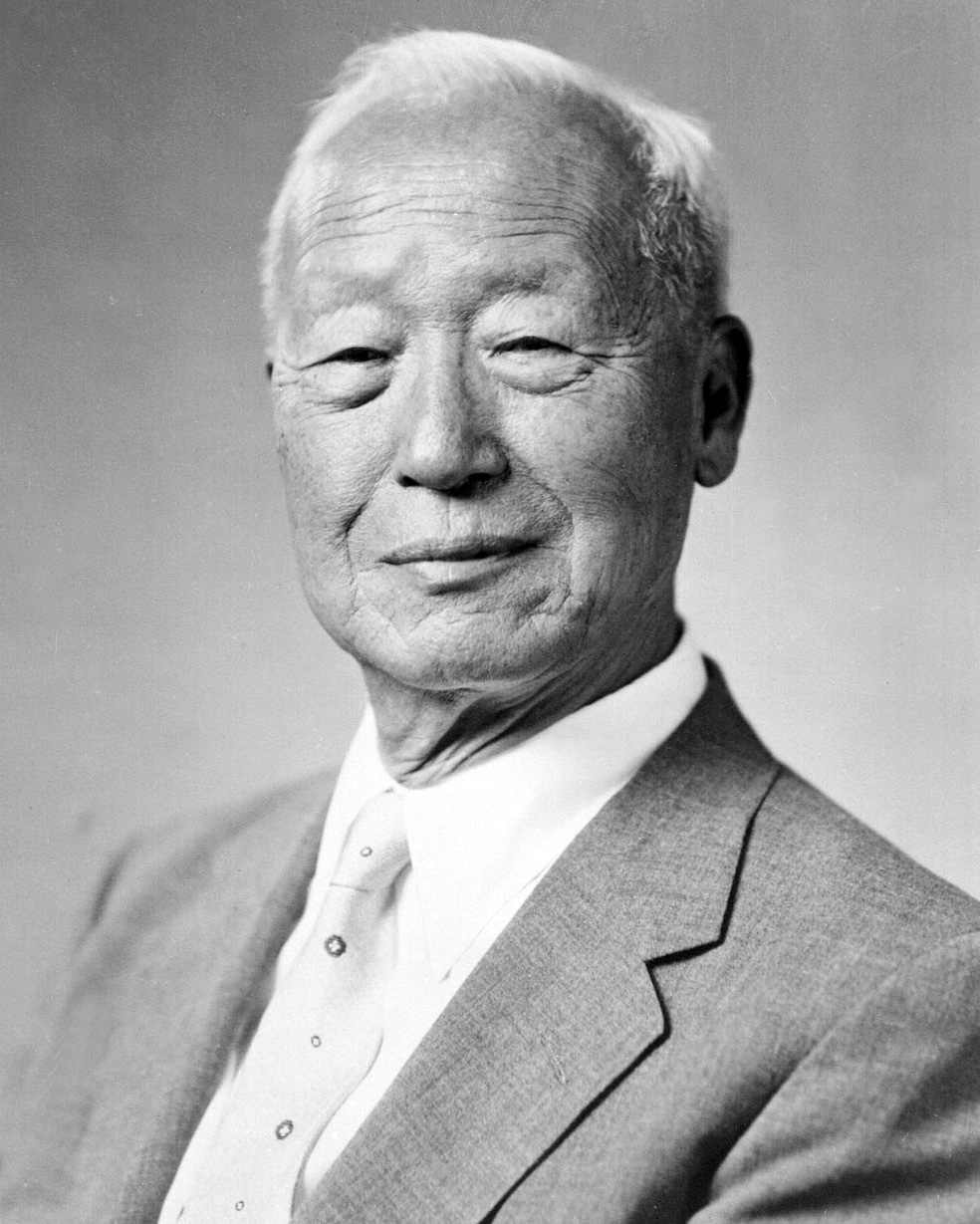
Ли Сын Ман

Первые президентские выборы в Южной Корее состоялись 20 июля 1948 года, после выборов в Конституционную Ассамблею 10 мая 1948 года. Выборы были непрямыми, президент избирался Конституционной ассамблеей из 200 выборщиков. Победу на выборах президента одержал Ли Сын Ман, за которого было отдано 180 голосов из 196. Важную роль в исходе выборов сыграла дискуссия между Ли Сын Маном и Ким Гу по вопросу проведения самостоятельных выборов на юге страны. Ким Гу отвергал идею самостоятельных выборов, и вместе со своими сторонниками вышел из «Национального альянса за быстрое достижение независимости Кореи», сформировав свою партию «Независимость Кореи», но получил только 13 голосов выборщиков президента.

## Результаты выборов
| Место по числу голосов | Кандидаты     | Партии                                                        | Число голосов | %      |
| ---------------------- | ------------- | ------------------------------------------------------------- | ------------- | ------ |
| 1                      | Ли Сын Ман    | Национальный альянс за быстрое достижение независимости Кореи | 180           | 91,8 % |
| 2                      | Ким Гу        | Независимость Кореи                                           | 13            | 6,7 %  |
| 3                      | Ан Джэ Хон    |                                                               | 2             | 1,0 %  |
| 4                      | Со Джэпхиль   |                                                               | 1             | 0,5 %  |
| Выборщики              | Выборщики     | Выборщики                                                     | 200           |        |
| Всего голосов          | Всего голосов | Всего голосов                                                 | 196           | 100 %  |